# Ебурони
Ебурони (Eburones) — стародавнє плем'я, що займало за часів  Цезаря межиріччя Рейна і Мааса по сусідству з менапіями. Цезар зараховує його до германців, однак галльські імена згаданих ним вождів дозволяють вченим віднести ебуронів до  кельтів.

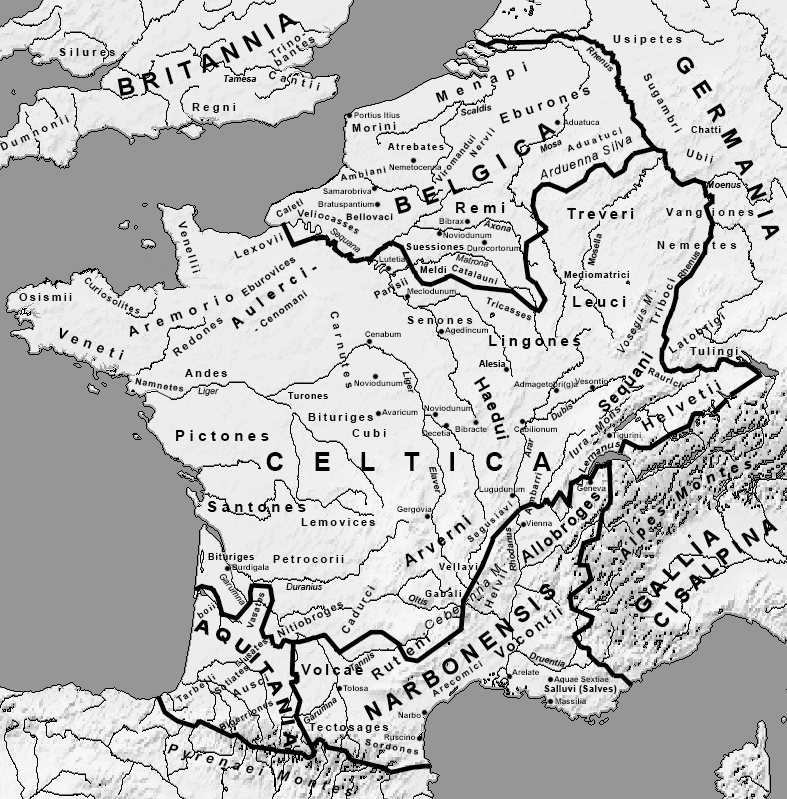
ебурони на мапі племен Галлії

Зі згадки ебуронів в  «Записках про галльську війну» можна зробити висновок, що вони займали всю територію бельгійського та нідерландського Лімбурга (в сучасних Бельгії і Нідерландах), а також прирейнські землі аж до Ахену. Згодом ця область увійшла до складу римської провінції Нижня Германія.

## Повстання ебуронів
У 54 році до н. е. Гай Юлій Цезар розквартирував на зиму XIV Парний легіон (легіон і п'ять когорт) під командуванням Котти і Сабінуса в країні ебуронів. Цієї ж зими ебурони підняли повстання проти римлян під командуванням Амбріорікса і його брата. На їхній бік перейшли і нервії. Спільно вони напали на табір XIV Парного легіону і, виманивши солдатів з табору, перебили їх усіх, числом до 6 тисяч. У сутичці було втрачено прапор легіону. Наступний за тим напад на табір Квінта Тулія Цицерона (брата знаменитого оратора) було припинено своєчасним втручанням Тита Лабієна.
Не бажаючи втрачати людей у звичних ебуронам болотах і лісах, Цезар віддав їх країну на розграбування сусідам, і в першу чергу сігамбрам. Слідом за тим він спалив всі поселення ебуронів, викрав їх худобу і знищив їстівні припаси. Після цього ебурони зникають з історії, поступаючись місцем германському племені тунгрів.